# Бенидзе, Иа Платоновна
Иа Платоновна Бенидзе (род. 1924 год, село Зуби, ССР Грузия) — звеньевая колхоза имени Орджоникидзе Цагерского района, Грузинская ССР. Герой Социалистического Труда (1950). Депутат Верховного Совета Грузинской ССР 3-го созыва.

## Биография
Родилась в 1924 году в крестьянской семье в селе Зуби Цагерского района (сегодня — Цагерский муниципалитет). После окончания в 1939 году местной сельской школы трудилась рядовой колхозницей в местном колхозе имени Орджоникидзе Цагерского района. В 1941 году вступила в ВЛКСМ. С 1943 года возглавляла комсомольско-молодёжное виноградарское звено.
В 1949 году звено под её руководством собрало в среднем с каждого гектара по 103,1 центнера винограда на участке площадью 4,9 гектара. Указом Президиума Верховного Совета СССР от 5 сентября 1950 года удостоена звания Героя Социалистического Труда за «получение высоких урожаев винограда в 1949 году» с вручением ордена Ленина и золотой медали «Серп и Молот» (№ 5658).
В 1950 году звено получило в среднем с каждого гектара по 108 центнеров винограда. За эти выдающиеся трудовые достижения была награждена вторым Орденом Ленина.
Избиралась депутатом Верховного Совета Грузинской ССР 3-го созыва (1951—1955).
После выхода на пенсию проживала в родном селе Зуби Цагерского района.
Награды
- Герой Социалистического Труда
- Орден Ленина — дважды (1950; 01.09.1951)